# José de Mora
José de Mora (1642 - 1724) was een beeldhouwer uit de Spaanse barokperiode.
De Mora maakte melancholisch, realistische, gepolygromeerde beelden. Deze beelden hadden hierdoor een heftig effect op de gelovigen die voor het beeld baden. Om dit effect te bereiken gebruikte hij mensenhaar en glazen kralen als tranen. Hij is sterk beïnvloed door Alonso Cano tijdens zijn verblijf in Granada, waar hij verbleef na in de jaren 70 aan het hof van Karel II in Madrid te hebben gewerkt.